# James Wong Howe
James Wong Howe, född 28 augusti 1899 i Guangzhou i Guangdong, död 12 juli 1976 i Los Angeles i Kalifornien, var en amerikansk filmfotograf. 
Han var en av de mest produktiva filmfotograferna i Hollywood. Under sin nästan 60 år långa karriär som sträckte sig från stumfilmstiden fram till 1975 arbetade han på över 130 filmer. Howe Oscarnominerades tio gånger mellan 1938 och 1975 i kategorin bästa foto och vann två gånger för filmerna Den tatuerade rosen (1955) och Vildast av dem alla (1963). I en omröstning bland International Cinematographers Guilds medlemmar 2003 valdes han ut som en av filmhistoriens tio mest inflytelserika fotografer.

## Filmografi (i urval)
- 1923 – Dödstrummorna vid Mambava
- 1923 – The Trail of the Lonesome Pine
- 1923 – The Woman With Four Faces
- 1924 – Mannen från Alaska
- 1924 – Peter Pan
- 1925 – Hjärter kung
- 1926 – Synd som lockar
- 1929 – Räddningen
- 1931 – De dömdas lag
- 1931 – Transatlantic-mysteriet
- 1933 – Hans andra hustru
- 1934 – En Manhattan-melodram
- 1934 – Vårflugan
- 1934 – Den gäckande skuggan
- 1935 – Mark of the Vampire
- 1937 – Eld över England
- 1937 – Under den röda kappan
- 1937 – Algiers
- 1937 – Fången på Zenda
- 1938 – Tom Sawyers äventyr
- 1939 – Fyra fruar
- 1939 – De gjorde mig till brottsling
- 1940 – Fantasia
- 1940 – Reuter meddelar
- 1940 – Abraham Lincoln - en folkets man
- 1940 – Doktor Ehrlich
- 1941 – Shining Victory
- 1941 – Rivaler på galej
- 1942 – Ringar på vattnet
- 1942 – Yankee Doodle Dandy
- 1943 – Luften är vårt liv
- 1943 – Skräckdagar i Prag
- 1943 – Överraskade i gryningen
- 1944 – På väg mot Marseille
- 1945 – Revansch i Burma
- 1945 – Som hemlig agent
- 1946 – Vi möts och vi skiljs
- 1947 – Förföljd
- 1947 – Kropp och själ
- 1948 – Villervallavillan
- 1950 – Örnen och Slaghöken
- 1950 – The Baron of Arizona
- 1951 – He Ran All the Way
- 1953 – Kom tillbaka, lilla Sheba
- 1955 – Utflykt i det gröna
- 1955 – Den tatuerade rosen
- 1957 – Segerns sötma
- 1958 – Hokus pokus
- 1958 – Den gamle och havet
- 1959 – Vredens man
- 1960 – Sensation på första sidan
- 1960 – På musikens vingar
- 1963 – Vildast av dem alla
- 1964 – Skändaren
- 1966 – Död man lever
- 1966 – Min kropp är fördömd
- 1967 – Hombre
- 1968 – Hjärtat jagar allena
- 1970 – Helvetets förgård
- 1975 – Funny Lady